# DSFA Records
DSFA Records er et pladeselskab, der producerer musik af genren metal. DSFA = Doesn't Stand For Anything. Pladeselskabet er stiftet af Anthony van den Berg.

## Diskografi
- Orphanage Oblivion (CD)
- Frozen Sun (2) Unspoken (CD)
- Orphanage By Time Alone (CD)
- Within Temptation Enter (CD)
- Within Temptation The Dance (EP) (CD)
- Trail Of Tears Disclosure in Red (CD)
- Callenish Circle Graceful... Yet Forbidding (CD)
- Within Temptation Mother Earth (CD)
- Within Temptation Mother Earth (2xCD, Ltd)
- Within Temptation Our Farewell (CD, Maxi)
- Within Temptation Ice Queen (CD, Maxi)
- Within Temptation Ice Queen (CD, Maxi)
- Within Temptation Ice Queen (CD, Maxi)